# Sue Hodge
Sue Hodge, właśc. Susan Jeanette Hodge (ur. 4 czerwca 1957 w Orsett) – brytyjska aktorka, występowała w roli kelnerki Mimi Labonq w serialu BBC ’Allo ’Allo!. Aktorka ma 145 cm wzrostu.
W kwietniu 2007 wystąpiła w odcinku specjalnym Powrót ’Allo ’Allo!. Natomiast w czerwcu i lipcu 2007 zagrała u boku Gordena Kaye’a rolę Mimi w spektaklu teatralnym na deskach Twelfth Night Theatre w Brisbane. W 2008 aktorka odbyła 5-miesięczną trasę po Wielkiej Brytanii.

## Filmografia
- 1985 – Brazil
- 1987–92 – ’Allo ’Allo! jako Mimi Labonq
- 1994 – The Best of ’Allo ’Allo! jako Mimi Labonq
- 2007 – Powrót ’Allo ’Allo! jako Mimi Labonq

## Życie prywatne
Jej mężem jest Keith 'Paddington' Richards.
Zmaga się z astmą.